# Dub letní v ulici U Malvazinky
Dub letní v ulici U Malvazinky je památný strom, který roste v Praze 5-Smíchově mezi bytovými domy čp. 28 a 30 na soukromém pozemku. Je nepřístupný, ale z ulice dobře viditelný.

## Parametry stromu
- Výška (m): 13,0
- Obvod (cm): 265
- Ochranné pásmo: ze zákona
- Datum prvního vyhlášení: 03.02.2001[1][2]
- Odhadované stáří: 160 let (r. 2016)[3]

## Popis
Strom má silný kmen, který nese boharou korunu. Jeho dlouhé větve vedou do všech stran, některé téměř vodorovně. Zdravotní stav dubu je velmi dobrý.

## Historie
Dub byl vysazen kolem roku 1855 a je pozůstatkem zdejšího původního porostu. Přibližně 200 metrů východně se nacházela vinice a usedlost Malvazinka. Na jejích pozemcích vznikl roku 1876 nový smíchovský hřbitov a zámeček byl po roce 1948 přebudován na Státní sanatorium.

## Památné stromy v okolí
- Duby letní na Pavím vrchu